# Delia armata
Delia armata este o specie de muște din genul Delia, familia Anthomyiidae. A fost descrisă pentru prima dată de Stein în anul 1920. Conform Catalogue of Life specia Delia armata nu are subspecii cunoscute.